# Xenorhynchium nitidulum
Xenorhynchium nitidulum är en stekelart som först beskrevs av Fabricius 1798.  Xenorhynchium nitidulum ingår i släktet Xenorhynchium och familjen Eumenidae. Inga underarter finns listade i Catalogue of Life.